# Liste der angolanischen Botschafter in São Tomé und Príncipe
Die angolanische Botschaft befindet sich in der Avenida Kwame N`Kruma Nr. 353 in der Hauptstadt São Tomé.

## Geschichte
São Tomé spielte eine Schlüsselrolle bei der primären Kapitalakkumulation des atlantischen Dreieckshandels.
Emissäre von Afonso I. in São Tomé baten Johann III. um Priester, um das Königreich Angola zu konvertierten.
Vom 15. Jahrhundert bis 1975 waren sowohl São Tomé und Príncipe als auch Angola portugiesische Kolonie, dann wurden sie unabhängig.
Seit 1999 sind Angola, Kamerun, die Demokratische Republik Kongo, die Republik Kongo, Nigeria, São Tomé und Príncipe, Gabun und Äquatorialguinea in der Golf von Guinea Commission.
Angola und São Tomé und Príncipe gehören zu den afrikanischen Staaten mit Amtssprache Portugiesisch (PALOP) und sind Gründungsmitglieder der Gemeinschaft der Portugiesischsprachigen Länder (seit 1996).
| Ernannt / Akkreditiert | Botschafter                            | Bemerkungen | ernannt von             | akkreditiert bei          | Posten verlassen |
| ---------------------- | -------------------------------------- | --- | ----------------------- | ------------------------- | ---------------- |
| 26. Mai 2000           | Pedro Fernando Mavunza                 | 1990–1996: Botschafter in Lusaka, seit 19. Dezember 2007: Nachfolger von Manuel Quarta Mpunza (* 1932; † 13. Oktober 2007 in London) als Botschafter in Brazzaville. | José Eduardo dos Santos | Guilherme Posser da Costa |                  |
| 9. Sep. 2011           | Alfredo Eduardo Manuel Mingas          | Panda | José Eduardo dos Santos | Patrice Trovoada          |                  |
| 2018                   | Joaquim Duarte Pombo                   | | João Lourenço           | Patrice Trovoada          |                  |
| 2023                   | Fidelino de Jesus Florentino Peliganga | bis 2023 Angolanischer Botschafter in Argentinien | João Lourenço           | Patrice Trovoada          |                  |